# Janinów (województwo mazowieckie)
Janinów – wieś sołecka w Polsce położona w województwie mazowieckim, w powiecie grodziskim, w gminie Grodzisk Mazowiecki.
Przy ulicy Norweskiej znajduje się ośrodek produkcyjny przedsiębiorstwa 3M Poland.
W latach 1975–1998 miejscowość administracyjnie należała do województwa warszawskiego.